# Hypomecis umbrosaria
Hypomecis umbrosaria là một loài bướm đêm trong họ Geometridae.